# Argiope protensa
Argiope protensa es una especie de arañas araneomorfas de la familia Araneidae.

## Localización
Esta especie se distribuye por Australia, Nueva Guinea, Nueva Caledonia y Nueva Zelanda.